# Ballonbomber over USA
Ballonbomberne over USA under 2. verdenskrig:  kom fra tre opsendelsessteder i Japan, hvor de med jetstrømme steg til over 12 kilometers højde. Tre til fire døgn senere faldt de ned tilfældige steder i USA, efter at vinden havde bragt dem knap 10.000 kilometer østpå over Stillehavet med en hastighed af mere end 300 kilometer i timen. Den første rapport om en ballonbombe i USA kom den 8. december 1944, hvor den eksploderede på åbent land i Wyoming.:77  Japanerne lod den sidste af over 9.000 balloner:76 , der hver bar tre bomber, stige til vejrs i april 1945.:79  Færre end 400 balloner nåede USA, og deres bomber forårsagede langtfra de tilsigtede ødelæggelser.:77 
På grund af den store rækkevidde er de japanske ballonbomber kaldt det første interkontinentale våben.:2 

## Ballonbomberne
Det japanske militærprojekt med ballonbomberne gik under navnet Fu-Go. Skolepiger producerede ballonerne; hver lavet af 600 stykker sammenlimet papir fremstillet af morbærtræ. Den øverste del af ballonen var fire papirlag tyk, mens undersiden var et papirlag tyndere. Pustet op med brint havde ballonen en diameter tæt på 10 meter og kunne løfte over 400 kg. Båret i 19 liner hang en 15 kg bombe og to brandbomber omkring 15 meter under ballonen. Når den tabte højde undervejs, smed den automatisk en af 36 ballastsække og steg igen. Bomberne faldt, når den sidste ballastsæk blev frigjort. Halvanden time senere antændte en lille sprængladning brinten i papirballonen, så den styrtede ned.:77 
Japanernes plan var at svække USA ved at antænde vestkystens store skovbælter med brandbomberne.:77 

## Ballonerne over USA
Den 8. december 1944 faldt den første rapporterede bombe mere end 20 km vest for Thermopolis, Wyoming, uden nævneværdig effekt. Den næste melding kom tre dage senere fra Kalispell, Montana; staten blev ramt af over 30 bomber i krigens løb. En ballon nåede Michigan efter en svævetur på næsten 13.000 km.:77  Det største antal balloner blev spottet i luften (89) eller faldt ned i USA (74) i marts 1945.:79  Ballon- og bombefundene blev undersøgt af lokale sheriffer, FBI, United States Army Security Intelligence samt bombeeksperter.:79 

## Befolkningens reaktioner
De fleste i USA var længe uvidende om terrortruslen fra himlen, da pressen efterkom The Office of Censorships opfordring til selv-censur.:77  Journalister diskuterede bomberne indbyrdes, men videregav intet på tryk og fulgte derved Code of Wartime Practices for the American Press. Ingen ønskede, at japanerne fik viden om, hvor deres bomber ramte i USA.:78  Først to uger efter de første dødsfald som følge af en eksploderet bombe i maj 1945, udsendte regeringen en advarsel om at holde sig på afstand af fundne ballonbomber.:79 

## De dræbte
Kun i Oregon omkom seks personer i den samme eksplosion den 5. maj 1945. Under en fisketur til Gearhart Mountain for unge arrangeret af en kirke i Bly blev præstens gravide kone, Elsye Mitchell, samt fem unge dræbt. Bomben eksploderede tilsyneladende, da de prøvede at flytte den fundne genstand på jorden.:79 